# Léonie Duquet
Pour les articles homonymes, voir Léonie et Duquet.
Marie Léonie Duquet, SME, (9 avril 1916 – décembre 1977) est une religieuse française, « détenue-disparue » pendant la dictature militaire en Argentine (1976-1983).

## Biographie
Née Léonie Henriette Duquet le 9 avril 1916 à Longemaison dans le département du Doubs, membre de la congrégation des Sœurs des missions étrangères basée en Seysses, Duquet arrive en Argentine avec trois autres religieuses de sa congrégation en 1949. Elle s’engage auprès des personnes pauvres de Buenos Aires. En 1976 elle soutient le mouvement des mères de la place de Mai.
Duquet est enlevée chez elle, à Ramos Mejía, le 10 décembre 1977, puis internée et torturée à l’École supérieure de mécanique de la Marine (ESMA), qui fut le plus grand centre d’internement et de torture de la dictature argentine.
Le 29 août 2005, une équipe argentine de médecins légistes a identifié ses restes découverts dans une fosse commune au sud de Buenos Aires grâce notamment à des tests ADN. Début juillet 2005, sept corps avaient été découverts dans le cimetière de General Lavalle, petite ville située à 400 kilomètres de Buenos Aires. Trois de ces corps avaient alors été rapidement identifiés comme ceux d'Azucena Villaflor, fondatrice des Mères de la place de Mai, d’Esther Ballestrino et de María Ponce, deux autres dirigeantes de ce mouvement créé pendant la dictature par des mères pour obtenir des nouvelles de leurs enfants disparus. Or ces trois femmes avaient été arrêtées en 1977, sur dénonciation de l’ex-capitaine Alfredo Astiz, en même temps que cinq autres personnes, dont les deux religieuses françaises Alice Domon et Léonie Duquet.
L’ex-capitaine Astiz, surnommé « l’ange blond de la mort », a été condamné par contumace en France à la réclusion criminelle à perpétuité pour l’enlèvement et le meurtre de ces deux religieuses françaises. Le 26 octobre 2011, la justice argentine l'a, à son tour, condamné à la réclusion criminelle à perpétuité.
La justice argentine a ordonné le 30 août 2005 une autopsie des restes de la religieuse. Cette expertise devra déterminer si Léonie Duquet, disparue en 1977 pendant la dictature militaire en Argentine, a été jetée vivante à la mer par avion durant un « vol de la mort » ou si elle a été assassinée autrement.
Les obsèques de Sœur Léonie Duquet et d'Angela Auad ont lieu dimanche 25 septembre 2005 dans les jardins de l'église de Santa-Cruz, à Buenos Aires, avec l'accord extraordinaire du cardinal Jorge Mario Bergoglio. À l’occasion de cette cérémonie, l'ambassadeur de France en Argentine, Francis Lott, a transmis un message du Président français Jacques Chirac.
La mairie de Paris a décidé en 2005 d'attribuer le nom d’une rue aux Sœurs Alice Domon et Léonie Duquet. Cette rue est située dans le XIIIe arrondissement.